# جوناس جينينغز
جوناس جينينغز (بالإنجليزية: Jonas Jennings)‏ هو لاعب كرة قدم أمريكية أمريكي، ولد في 21 نوفمبر 1977 في كوليج بارك في الولايات المتحدة.

## وصلات خارجية
- جوناس جينينغز على موقع مرجع كرة القدم المحترفة.كوم (الإنجليزية)